# اي بي ام 1050

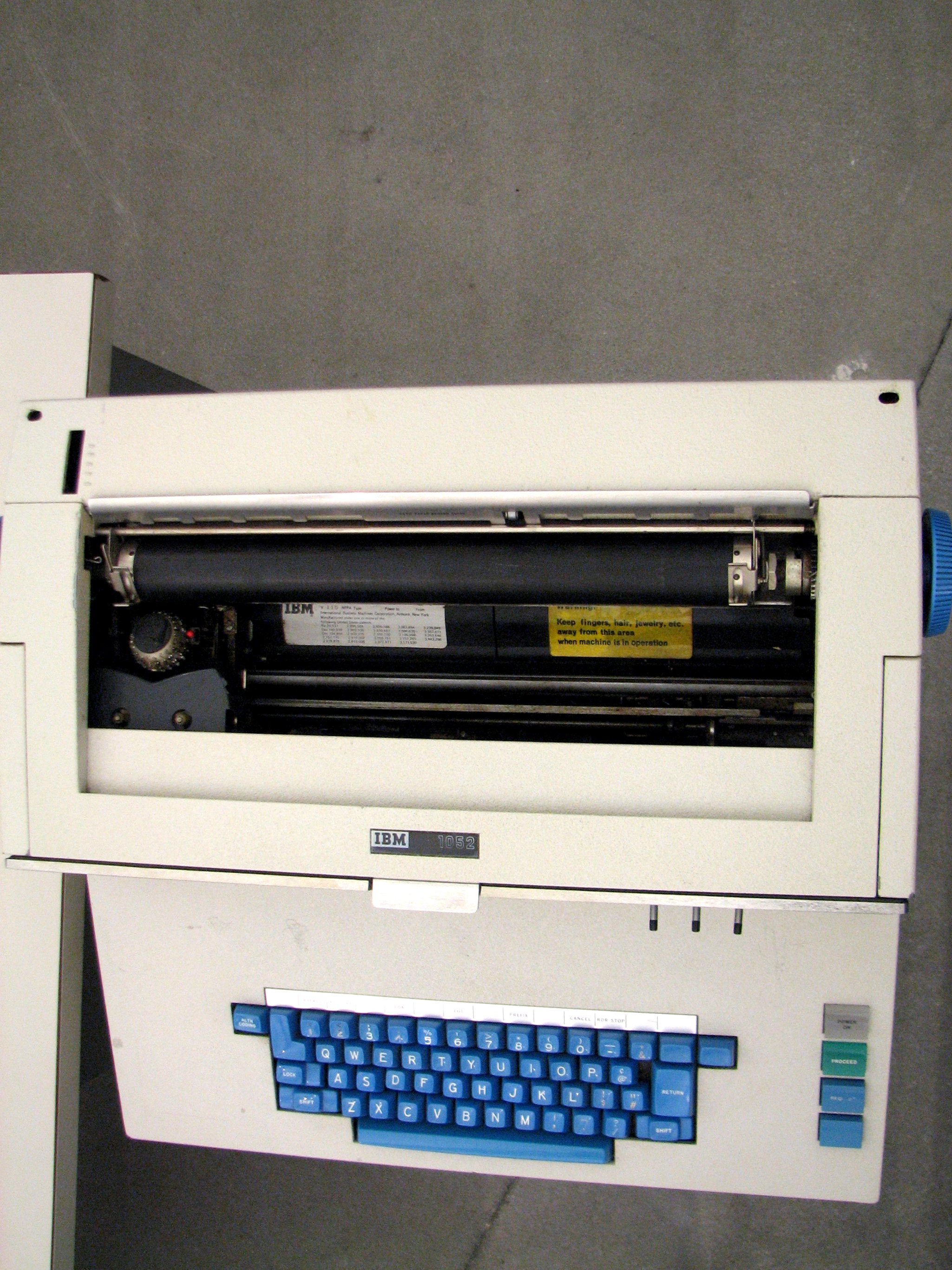

نظام أتصالات اي بي ام 1050 هو نظام اتصال (محظة) فرعي لارسال واستقبال البيانات من نظام مشابه (اي بي ام 1050) أو من حاسب اي بي ام من سلسلة اي بي ام 1400، اي ابي ام 7000 أو سلسلة نظام\360. بدأ إنتاجها في 1963 واتسعت رقعة استخدامها في الستينات.

## مكونات النظام
يتكون النظام من الأجهزة التالية:
- وحدة التحكم المركزية اي بي ام 1051
- طابعة ولوحة مفاتيح اي بي ام 1052
- لوحة مراقبة اي بي ام 1053
- قارئ الشريط الورقي اي بي ام 1054
- خرامة الشريط الورقي اي بي ام 1055
- قارئ البطاقة / الخرامة اي بي ام 1442
- لوحة المفاتيح المبرمجة اي بي ام 1092\1093

عدد واحد اي بي ام 1051 وجهاز آخر هي متطلبات كل نظام فرعي. الطابعة تستخدم عنصر سليكتريك للكتابة.
يؤدى الاتصال بشكل متسلسل شبه مزدوج، 70 أو 75 بيتس للثانية. جهاز مودم، كمحول خط اي ابي ام، يستخدم للاتصال. إمكانية اي بي ام 1050 الجديدة بالعمل الغير متزامن مكنت من اتصال عدة نقاط اتصال وحسنت فحص الأخطاء والسرعة لاى 14.8 حرف في الثانية، مقارنة بسرعه طابعة البرق, 10 احرف بالثانية.
مجموعة من أجهزة اي بي ام 1050 معروضة في متحف جامعة امستردام للكومبيوتر.